# Lepanthes biappendiculata
Lepanthes biappendiculata är en orkidéart som beskrevs av Carlyle August Luer. Lepanthes biappendiculata ingår i släktet Lepanthes och familjen orkidéer. Inga underarter finns listade i Catalogue of Life.